# Batalha de Mogadíscio (1993)
A Batalha de Mogadíscio (em inglês: Battle of Mogadishu), também conhecida como Batalha do Mar Negro (Battle of the Black Sea), incidente Black Hawk Down na cultura popular e como O Dia dos Rangers (em somali: Maalintii Rangers) para os somalis, foi um confronto militar travado em Mogadíscio, Somália, em 3 e 4 de outubro de 1993, entre forças dos Estados Unidos — apoiadas pela UNOSOM II — contra as forças da Aliança Nacional Somali (ANS) e cidadãos irregulares armados do sul de Mogadíscio. A batalha foi parte da Guerra Civil Somali que começou em 1991. As Nações Unidas inicialmente se envolveu para fornecer ajuda alimentar para aliviar a fome no sul do país, mas nos meses anteriores à batalha, mudou a missão para estabelecer a democracia e restaurar um governo central. A batalha, parte da Operação Serpente Gótica, por vezes é chamada de Primeira Batalha de Mogadíscio, para diferenciá-la da segunda batalha na cidade treze anos mais tarde.
A Força-Tarefa Ranger (Task Force Ranger), que consistia de uma força de assalto formada por equipes da Delta Force do Exército Americano e de Rangers, um elemento aéreo do 160º Regimento de Aviação de Operações Especiais (160.º SOAR), cinco operadores Navy SEALs do SEAL Team Six, membros dos Pararescue da Força Aérea Americana e controladores da Equipe de Controle de Combate executaram uma operação que consistia do deslocamento de suas instalações, na periferia da cidade, para capturar personalidades do primeiro escalão do clã Habr Gidr, liderado por Aidid. A força de assalto consistia de dezenove aeronaves, doze veículos terrestres (incluindo diversos Humvees) e 160 homens de infantaria.
Durante a operação, dois helicópteros UH-60 Black Hawk americanos foram derrubados por lança-granadas-foguete, e três foram danificados. Alguns dos soldados conseguiram resgatar os feridos e levá-los de volta à base, porém outros ficaram presos nos locais dos acidentes e acabaram isolados; seguiu-se uma guerra urbana que durou toda a noite.
No início da manhã seguinte, uma força-tarefa foi enviada para resgatar os soldados presos na cidade, formada por soldados do Paquistão, da Malásia e da 10.ª Divisão de Montanha dos Estados Unidos. Totalizava 100 veículos, incluindo tanques M48 paquistaneses e veículos blindados Condor da Malásia, com o apoio de helicópteros A/MH-6 Little Bird e UH-60 Black Hawk dos Estados Unidos. A força-tarefa chegou ao local do primeiro acidente e conseguiu resgatar os soldados que ali estavam; o local do segundo acidente foi tomado pelos somalis, e o piloto Mike Durant, único sobrevivente ali, foi preso e libertado posteriormente.
Não se sabe ao certo o número de vítimas somalis, porém as estimativas americanas afirmam que entre 1 000 e 1 500 milicianos e civis somalis teriam perdido suas vidas no combate, e 3 000 a 4 000 teriam sido feridos. O Comitê Internacional da Cruz Vermelha, no entanto, estima que 200 civis teriam sido mortos, e milhares de outros feridos. De acordo com as estimativas apresentadas pelo livro Black Hawk Down: A Story of Modern War, do autor americano Mark Bowden, 700 milicianos teriam morrido e mais de mil teriam sido feridos; a Aliança Nacional Somali, no entanto, num documentário do programa Frontline, na televisão americana, declarou que apenas 133 teriam sido mortos em toda a batalha. Já o jornal americano The Washington Post apresentou a cifra de 312 mortos somalis e 814 feridos. Cerca de 18 soldados americanos morreram e 73 ficaram feridos. Entre as forças das Nações Unidas que participaram do resgate, um soldado malaio morreu e sete outros malaios e dois paquistaneses ficaram feridos.

## Contexto

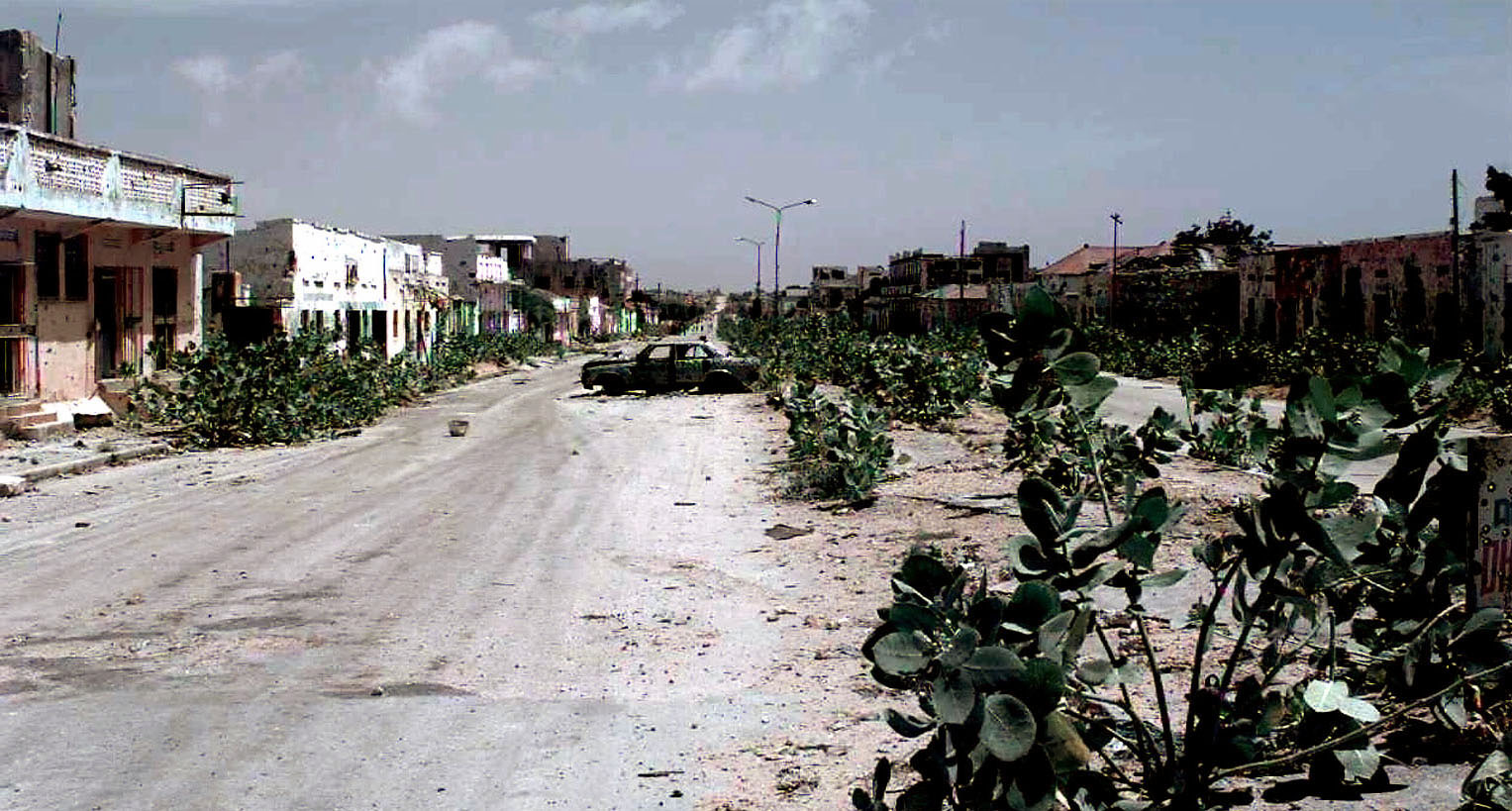
Uma rua abandonada de Mogadíscio conhecida como "Linha Verde". A rua foi uma linha divisória entre o norte e o sul de Mogadíscio entre os clãs em guerra

Em janeiro de 1991, o ditador da Somália, Siad Barre, foi deposto. Sua saída deixou um vácuo de poder que levou o país a um caos governamental. Os clãs, partidos e milícias que lutaram juntos para derrubar o ditador começaram a voltar-se uns contra os outros pelos espólios do poder, dando início a uma guerra civil. Só entre setembro e dezembro de 1991 pelo menos 20 mil pessoas foram mortas ou feridas nos combates. A capital Mogadíscio foi palco de intensas lutas entre diversos grupos. Lutas severas eclodiram na cidade, então se espalharam por todo o país, resultando em mais de 20.000 baixas até o final de 1991. A guerra civil destruiu a agricultura da Somália, o que levou fome e inanição em grande parte do sul do país. A comunidade internacional começou a enviar suprimentos de alimentos, mas muitos deles foram sequestrados e levados aos líderes de clãs locais, que rotineiramente os trocavam com outros países por armas. Entre 1991 e 1992, cerca de 200.000 a 300.000 pessoas morreram de fome e outras 1,5 milhão de pessoas sofreram com isso. Esta situação foi exacerbada pelo sequestro de comboios e suprimentos de ajuda.

O líder da SNA, Mohamed Farrah Aidid, queria o poder absoluto e assumiu o controle de boa parte da zona central de Mogadíscio e de grandes porções da zona rural. Suas milícias atacavam postos de ajuda humanitária, confiscando mantimentos destinados a população. Suprimentos como comida e remédios eram vetados para áreas controladas por grupos rivais ao dele.

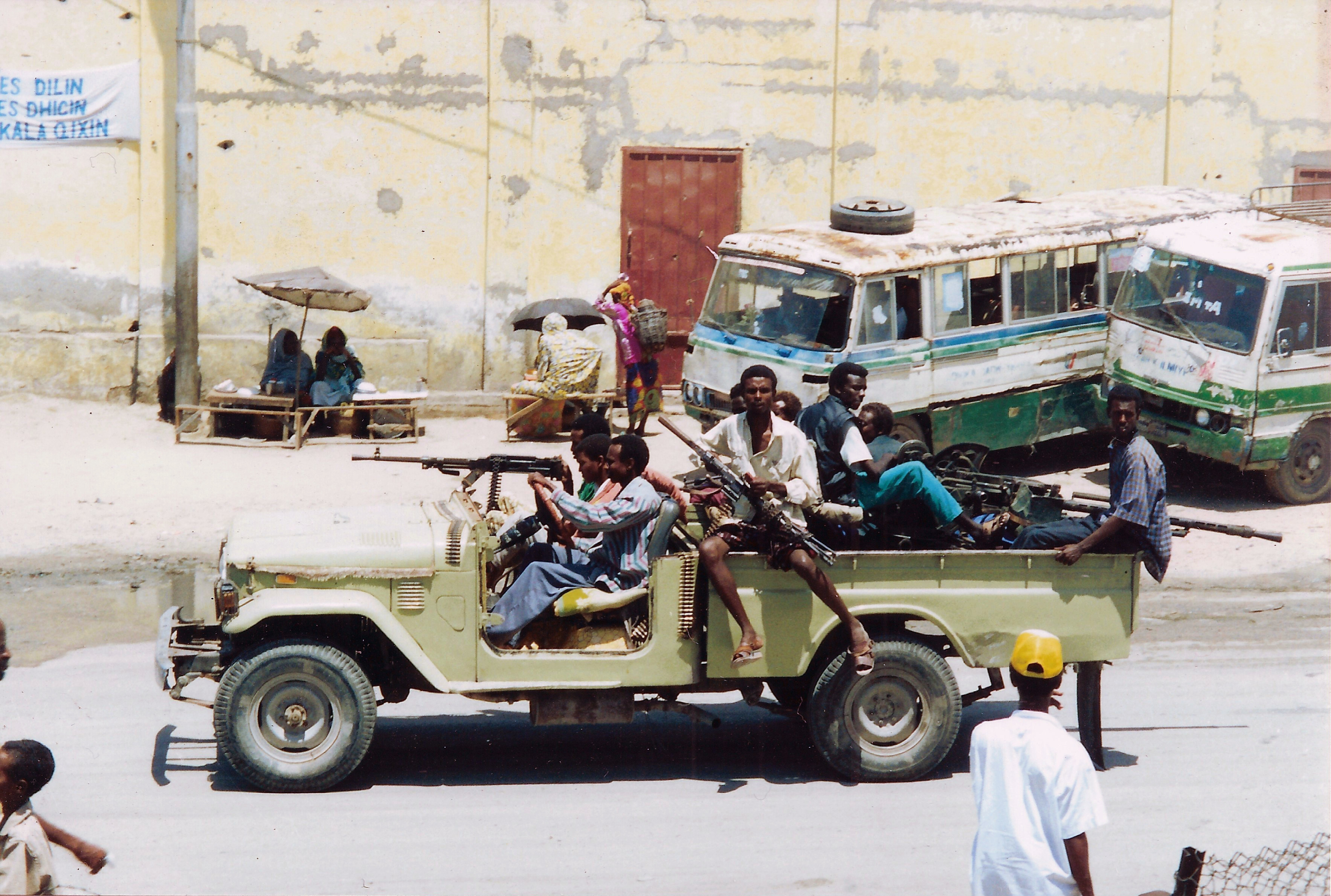
Um veículo transportando milicianos somalis pelas ruas de Mogadíscio.

A ONU respondeu a crise política e humanitária na Somália e enviou a operação UNOSOM I. Os Estados Unidos lançaram suas próprias operações, como a Provide Relief ("Providenciar Conforto") e a Unified Task Force (também chamada "Operação Restaurar Esperança"), liderada pelo corpo de fuzileiros navais. As operações conseguiram aliviar a fome em grande parte do país. Ainda assim, o número de mortos (em dezembro de 1992) chegou a quase 500 mil pessoas, com outros 1,5 milhões sendo expulsas de suas casas.
Em março de 1993, foi lançada então a UNOSOM II, com o objetivo de reinstaurar a ordem na Somália. Mas assim como a missão anterior das Nações Unidas, o progresso foi lento ou quase imperceptível. Neste mesmo mês, uma iniciativa de paz alcançou um entendimento entre os principais grupos da guerra civil, mas a facção de Mohamed Farrah Aidid se recusou a aceitar os resultados das conversações. Em junho, os americanos começaram a lançar operações militares pontuais para tentar capturar Aidid.

### Ataque aos paquistaneses

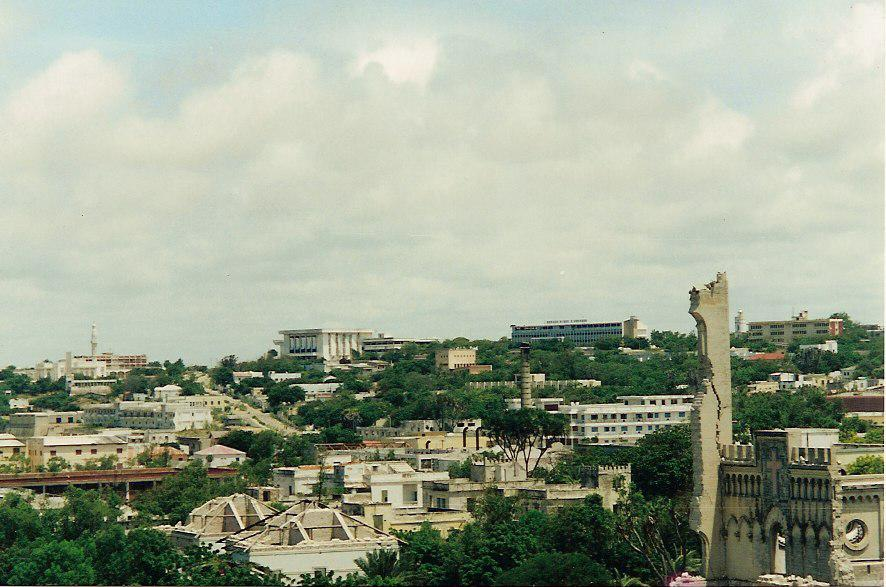
Horizonte de Mogadíscio visto de um comboio da UNOSOM

Em 5 de junho de 1993, a milícia de Aidid e cidadãos somalis na Rádio Mogadíscio atacaram a força paquistanesa da ONU que inspecionava um esconderijo de armas localizado na estação, com medo de que as forças das Nações Unidas tivessem sido enviadas para fechar a infraestrutura de transmissão do SNA. O rádio era o meio mais popular de notícias na Somália e, conseqüentemente, o controle das ondas de rádio era considerado vital tanto para o SNA quanto para a UNOSOM. A Rádio Mogadíscio era uma estação muito popular entre os residentes de Mogadíscio, e rumores de que as Nações Unidas planejavam apreendê-lo ou destruí-lo foram abundantes por dias antes de 5 de junho. Em 31 de maio de 1993, os rivais políticos de Aidid se encontraram com o principal funcionário da UNOSOM e tentaram convencê-lo a assumir a Rádio Mogadíscio, uma reunião da qual Aidid estava bem informado.
De acordo com o Inquérito das Nações Unidas de 1994 nos eventos que antecederam a Batalha de Mogadíscio:
"As opiniões divergem, mesmo entre os funcionários da UNOSOM, sobre se as inspeções de armas de 5 de junho de 1993 foram genuínas ou meramente um encobrimento para reconhecimento e subsequente apreensão da Rádio Mogadíscio."
O que aconteceu depois marcou um momento seminal na operação UNOSOM II. As forças paquistanesas sofreram 24 mortos e 57 feridos, além de um italiano ferido e três soldados americanos feridos. Em resposta, em 6 de junho de 1993, o indignado Conselho de Segurança da ONU aprovou a Resolução 837, um apelo à prisão e julgamento das pessoas responsáveis pela morte e ferimento dos soldados da paz. Embora a Resolução 837 não mencionasse ou apontasse especificamente Aidid, ela responsabilizou a Aliança Nacional Somali. Sendo presidente da organização, a caçada a Aidid caracterizou a maior parte da intervenção da ONU desde então até a Batalha de Mogadíscio. Um mandado de $25.000 foi emitido pelo almirante Jonathan Howe para informações que levassem à prisão de Aidid. As forças da UNOSOM começaram a atacar alvos por toda Mogadíscio na esperança de encontrá-lo.

### "Segunda-Feira Sangrenta" e implementação da Força TarefaRanger

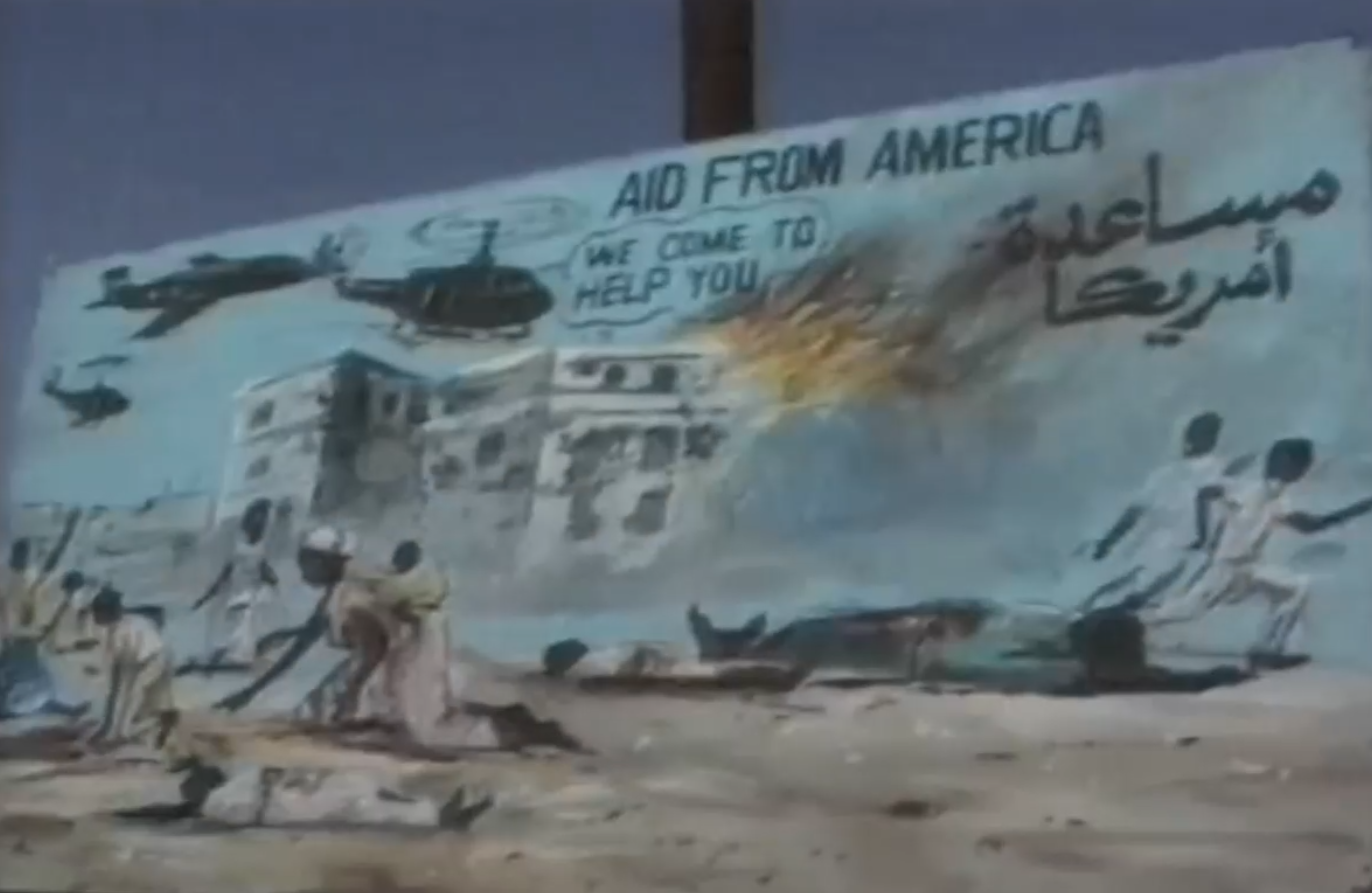
Mural em protesto anti-UNOSOM em Mogadíscio retratando a "Segunda-Feira Sangrenta"

Na manhã de segunda-feira, 12 de julho de 1993, um helicóptero americano AH-1 Cobra disparou contra um complexo onde somalis proeminentes e anciãos de alto escalão do Habr Gidr e de outros subclãs estavam reunidos. O complexo pertencia ao Ministro do Interior de Aidid, Abdi Hasan Awale. Pelo menos 60 pessoas foram mortas. Quatro jornalistas estrangeiros que vieram cobrir o evento foram linchados e mortos pela fúria da multidão local. Esta ação trouxe condenação internacional para a missão da ONU e a SNA usou o evento para despertar o sentimento anti-americano na população. Civis somalis começaram a nutrir desconfiança e até ódio com a presença militar americana no país. Em 8 de agosto de 1993, possivelmente em retaliação, uma bomba explodiu durante uma patrulha de soldados americanos, matando 4 militares. Nas três semanas que se seguiram aos eventos da "Segunda-Feira Sangrenta", houve uma grande pausa nas operações da UNOSOM em Mogadíscio, já que a cidade havia se tornado incrivelmente hostil às tropas estrangeiras. Então, em 8 de agosto, em uma área da cidade considerada "relativamente segura para viajar", o SNA detonou uma bomba contra um Humvee militar dos Estados Unidos, matando quatro soldados. Duas semanas depois, outra bomba feriu mais sete.

Os Estados Unidos já haviam reduzido substancialmente sua presença na Somália, mas estes eventos forçaram o presidente Bill Clinton a responder. Entre 22 e 26 de agosto de 1993, tropas de operações especiais da JSOC, especialmente homens da Força Delta e dos Rangers (unidades de elite das Forças Armadas dos Estados Unidos), sob comando do general William F. Garrison, se deslocaram para o território somali na Operação Serpente Gótica com o propósito de capturar ou matar Aidid.
A força consistia em:

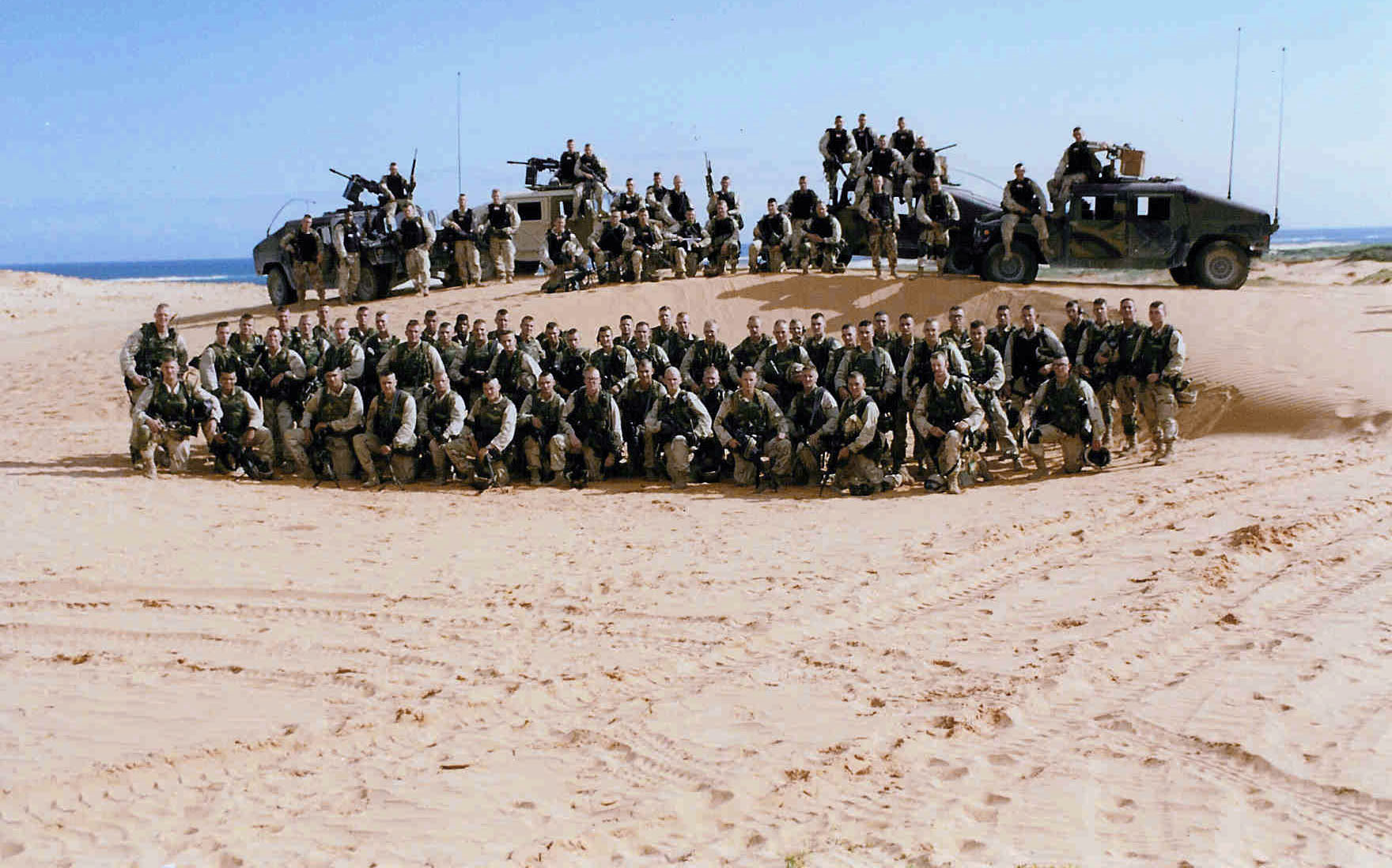
Companhia Bravo do 75.º Regimento Ranger na Somalia em 1993

- Companhia B, 3º Batalhão, 75º Regimento Ranger sob o comando do Capitão Michael D. Steele;

- Esquadrão C, 1º Destacamento Operacional das Forças Especiais-Delta (1º SFOD-D) sob o comando do Tenente-Coronel Gary L. Harrell;

- Um pacote de implantação de 16 helicópteros e pessoal do 1º Batalhão, 160º Regimento de Aviação de Operações Especiais (160º SOAR), que incluía MH-60 Black Hawks e AH/MH-6 Little Birds;

- Navy SEALs do Grupo de Desenvolvimento de Guerra Especial Naval (DEVGRU);

- Paraquedistas da Força Aérea e Controladores de Combate do 24º Esquadrão de Táticas Especiais.

Em 21 de setembro, a Força-Tarefa conseguiu capturar o chefe financeiro de Aidid, Osman Ali Atto, contudo, após semanas de incursões infrutíferas, Garrison passou a ser pressionado mais veementemente por resultados.

### Black Hawk abatido antes da batalha

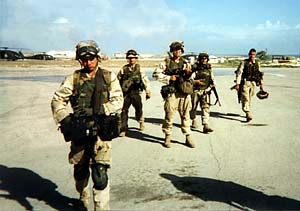
Chalk Four (grupo 4) dos Rangers retornam à base no aeroporto após uma missão

Em setembro, milícias somalis usaram RPGs para atacar helicópteros Black Hawk do Exército dos Estados Unidos, danificando pelo menos um que conseguiu retornar à base.
Então, às 2 da manhã de 25 de setembro — uma semana antes da Batalha de Mogadíscio — a SNA usou um RPG para abater um Black Hawk (indicativo Courage 53) enquanto ele estava em patrulha. Os pilotos conseguiram voar com sua aeronave em chamas para longe do território hostil para o porto de Mogadíscio, mais amigável à UNOSOM, e fazer um pouso forçado. O piloto e o copiloto sobreviveram, mas três membros da tripulação foram mortos. Um tiroteio ocorreu enquanto as forças de paz lutavam para chegar ao helicóptero. O evento foi uma vitória de propaganda para o SNA. O porta-voz chefe da UNOSOM II em Mogadíscio, o major do Exército dos Estados Unidos David Stockwell, referiu-se à queda como "um tiro de muita sorte".

## Planejamento

O mapa da cidade mostrando o Hotel Olympic, o local onde os dois helicópteros caíram (em vermelho) e o estádio paquistanês no canto superior direito. No canto inferior esquerdo está o quartel-general da Força Tarefa americana no Aeroporto de Mogadíscio

Após várias semanas de tentativas frustradas de pegar o general Aidid, um novo plano foi traçado. Os alvos principais desta vez eram Omar Salad Elmi (ministro de relações exteriores de Aidid) e Mohamed Hassan Awale (principal conselheiro político dele). Na manhã de 3 de outubro de 1993, um agente de inteligência recrutado localmente informou à CIA que dois dos principais assessores de Aidid no SNA se encontrariam em um prédio de três andares perto do Hotel Olympic(2° 03′ 04,1″ N, 45° 19′ 28,9″ L) no centro de Mogadíscio. O ativo também disse que possivelmente Aidid e outras figuras de alto escalão estariam presentes. O Hotel Olympic e o mercado de Bakara ao redor eram considerados território do clã Habr Gidr e muito hostis, já que o clã compunha uma composição significativa da milícia do SNA. As forças da UNOSOM se recusaram a entrar na área durante confrontos anteriores com o SNA.
No domingo, 3 de outubro de 1993, foram reunidos para a missão as unidades da Força Tarefa Ranger composta por membros das forças especiais do 3º Batalhão do Exército, do 75º Regimento de Rangers, do 1º Destacamento das Forças de Operações Especiais (a Força Delta) e elementos do 160º Regimento de Aviação para Operações Especiais (apelidados "The Night Stalkers").
O plano principal era que soldados da Força Delta seriam lançados no prédio (usando helicópteros MH-6 Little Bird) para capturar os alvos dentro do edifício. Ao mesmo tempo, quatro destacamentos de Rangers (sob comando do capitão Michael D. Steele) vindos de helicópteros MH-60L Black Hawk iriam descer de cordas e proteger o perímetro ao redor do prédio alvo, enquanto uma coluna de nove veículos Humvee e três caminhões M939 de cinco toneladas (sob comando do tenente-coronel Danny McKnight) viriam por terra para levar de volta para a base os prisioneiros e todos os soldados. O general William Garrison estimou que a operação duraria cerca de 30 minutos.

## O ataque

### Início da operação

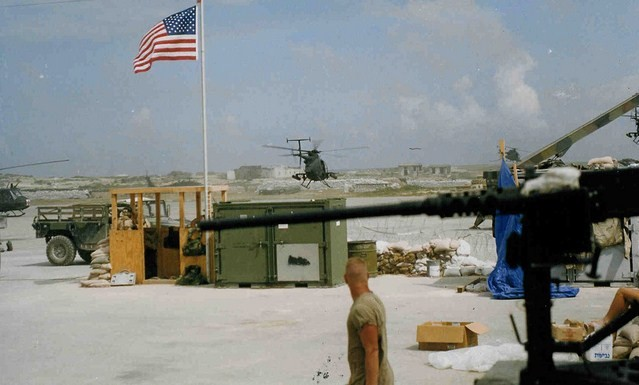
Aeronaves decolam da base para missão em 3 de outubro de 1993

As 13h50 de 3 de outubro de 1993, a Força Tarefa Ranger recebeu informações definitivas da reunião onde Omar Salad Elmi, um dos mais importantes ministros de Mohammed Farah Aidid, estaria presente.
As 15h42 foi iniciada a operação sob o código de lançamento "Irene", que ecoou em todos os canais de rádio da Força Tarefa, sinalizando o início da missão. A coluna de 12 veículos Humvees e caminhões M939 então deixou o Aeroporto Internacional de Mogadíscio e começou a abrir caminho pela periferia da cidade em direção ao centro, enquanto cerca de 18 aeronaves Little Bird e Black Hawk levando os soldados decolaram de sua base no aeroporto da cidade para fazer o voo de aproximadamente quatro minutos até o local do alvo. As aeronaves sobrevoaram alto acima da costa do Oceano Índico e então desviaram para o norte e entraram no centro da cidade. Quando chegaram na região do prédio alvo, os helicópteros MH-6 levaram os soldados da Força Delta para o prédio, mas houve um atraso devido a poeira excessiva que inundava o ar. Logo em seguida, dois Black Hawks levaram homens Delta adicionais, ao mesmo tempo que os helicópteros também lançavam pelas cordas soldados Rangers para as quatro esquinas ao redor do prédio que deveriam proteger. Depois de lançar os homens, os helicópteros deveriam voar baixo pela área para dar cobertura adicional, ficando assim expostos demais ao fogo inimigo que vinha de baixo. Enquanto isso, no solo, os soldados americanos já percebiam que a resistência oferecida pelas milícias somalis era muito maior que a antecipada. A principal coluna de veículos por terra deveria chegar ao lugar pré-determinado em questão de poucos minutos mas houve vários atrasos. Civis e milicianos somalis haviam criado barricadas nas ruas de toda Mogadíscio com pedras, destroços, pneus queimados e lixo, impedindo assim que o comboio se movimentasse livremente pela cidade. O comboio chegou ao lado do Hotel Olympic (2° 03′ 01,6″ N, 45° 19′ 28,6″ L) dez minutos depois dos helicópteros e esperou os Deltas e os Rangers completarem sua missão e levarem os prisioneiros para os veículos.

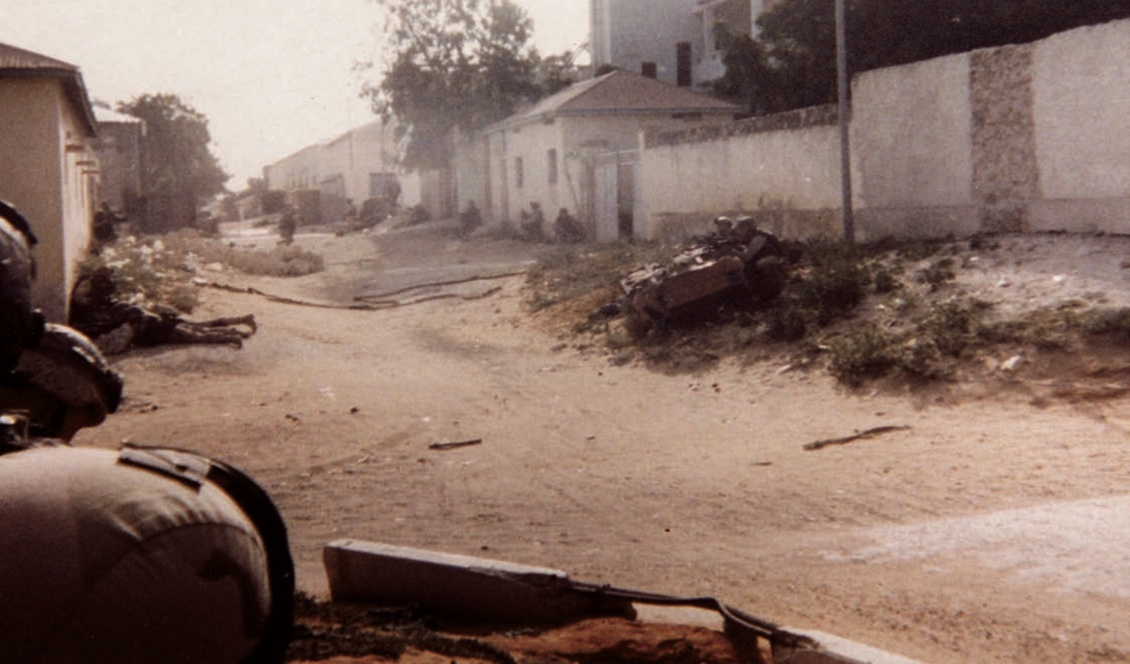
Rangers (no canto inferior esquerdo) em uma esquina perto do edifício-alvo (a corda usada para descida pode ser vista ao fundo no meio da rua)

Logo no começo da operação, o soldado Todd Blackburn, do quarto grupo de Rangers que desciam dos helicópteros, acabou caindo quando perdeu controle da corda enquanto descia do Black Hawk Super 67 e caiu cerca de 21 metros no meio da rua. O helicóptero Super 67 que transportava o quarto grupo de Rangers parou acidentalmente um bloco ao norte do ponto de onde deveria parar(2° 03′ 05,5″ N, 45° 19′ 27,9″ L), o que gerou dificuldades para o transporte do soldado ferido em terra. Blackburn sofreu um grave ferimento na cabeça e nas costas e precisava de assistência médica imediata. Assim que a vítima ferida alcançou o comboio, foi ordenado então que o sargento Jeff Struecker liderasse uma coluna de três Humvees e levasse Blackburn de volta para a base. Durante quase todo o caminho, o comboio foi alvejado centenas de vezes por milicianos somalis, armados principalmente com fuzis de assalto, como o AK-47. O sargento Dominick Pilla foi atingido na cabeça dentro do veículo de Struecker e morreu na hora, sendo o primeiro americano morto naquela operação. Quando Struecker e sua coluna Humvee finalmente chegaram a base em segurança, todos os três veículos estavam crivados por balas de vários calibres.

### Primeiro Black Hawk abatido
Por volta das 16h00, os operadores Delta haviam capturado e extraído com sucesso todos os prisioneiros no edifício alvo. Quando o comboio de extração chegou ao prédio, os soldados em terra começaram a carregar os apoiadores e tenentes de Aidid nos caminhões M939 e estavam prontos para baterem em retirada. As 16h20, perto de quarenta minutos após o início da operação (que já estava sofrendo vários atrasos), um dos helicópteros Black Hawk, codinome Super 61, pilotado pelos oficiais Cliff "Elvis" Wolcott e Donovan Briley, foi atingido por um disparo de RPG-7 que fez o helicóptero girar incontrolável. O helicóptero colidiria violentamente com uma área residencial, parando na parede de uma casa, em um beco cerca de 274,32 metros a leste do prédio alvo (2° 03′ 09,4″ N, 45° 19′ 34,8″ L). Ambos os pilotos morreram na queda e outros dois tripulantes a bordo (os chefes de tripulação sargento Ray Dowdy e o sargento Charlie Warren) ficaram gravemente feridos. Dois soldados Delta, os sargentos Daniel Busch e Jim Smith, que também estavam a bordo, sobreviveram a queda e saíram dos destroços do helicóptero e começaram a proteger o local. Os milicianos de Aidid na área usavam megafones e chamavam os residentes locais, com frases como "Kasoobaxa guryaha oo iska celsa cadowga!" ("Saiam para fora e defendam seus lares!").

Logo após a queda do Super 61, o comboio de extração com os prisioneiros foi designado para chegar ao local do acidente para procurar sobreviventes, prestar auxílio e se possível, a evacuação dos feridos. Um helicóptero MH-6, codinome Star 41, pilotado por Karl Maier e Keith Jones, pousou perto do local. Jones correu para o beco e ajudou os dois atiradores Delta, um deles mortalmente ferido, a entrar no seu helicóptero enquanto Maier o cobria, disparando sua arma da cabine do Little Bird. Ao mesmo tempo, um grupamento de Rangers e Deltas, liderados pelo tenente Thomas DiTomasso, chegou para proteger o local, que naquele ponto já estava sob pesado ataque das milícias somali. Jones e Maier resgataram os sargentos Busch e Smith, mas Busch acabaria morrendo devido aos seus ferimentos (ele havia sido baleado quatro vezes).

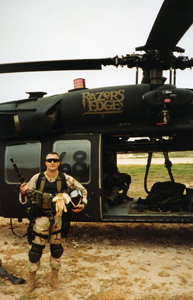
MSgt Scott Fales na frente do Super 68. A aeronave também sofreu danos durante a batalha, mas conseguiu retornar em segurança da zona hostil

Uma equipe de busca e resgate (CSAR), liderada pelo sargento Scott Fales, desceu de helicóptero até a área onde o Black Hawk codinome Super 61 havia caído. A aeronave que trazia Fales, codinome Super 68, também foi atingida por disparo de RPG, mas conseguiu manobrar e voltou mancando para a base. A equipe CSAR identificou os dois pilotos mortos do Super 61 e começaram a prestar atendimento médico para os dois tripulantes que ainda estavam vivos, mas gravemente feridos. Para proteger os feridos do helicóptero, os soldados criaram uma parede de kevlar usando partes da blindagem dos destroços do Super 61. Os Rangers então formaram um perímetro defensivo ocupando casas e posições em ambos os lados do beco para defender o local da queda, que estava sendo duramente atacado. Enquanto isso, um segundo grupo de Rangers e Deltas tentaram se mover para o local da primeira queda, mas tiveram de parar devido ao número de baixas (mortos e feridos) que estavam sofrendo. Eles acabaram ocupando alguns prédios no caminho e permaneceram lá enquanto a noite chegava, sob pesado ataque dos somalis.

### Segundo Black Hawk abatido

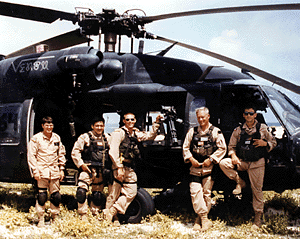
Tripulantes do Super 64 um mês antes da batalha. Da esquerda para a direita: Winn Mahuron, Tommy Field, Bill Cleveland, Ray Frank e Mike Durant.

Havia uma confusão das informações que chegavam, especialmente entre o comboio e as equipes de assalto. Os dois grupos tiveram de esperar mais de 20 minutos antes de receber novas ordens para se mover. Isso aconteceu porque ambos as unidades acreditavam que primeiro tinham de receber um contato do outro para prosseguir. Isso desorientou o comboio e fez com que o mesmo ficasse perdido e exposto pelas ruas e barricadas da cidade enquanto se dirigia para o local da queda, sofrendo várias baixas por emboscada pelos milicianos somalis, que atiravam vindo de casas, prédios, telhados e becos. Enquanto isso, por volta das 16:40, um Black Hawk com o indicativo Super 64 pilotado por Michael Durant estava orbitando quase diretamente sobre os destroços do Super 61. Ele foi avistado por Yusuf Dahir Mo'alim, comandante de uma equipe de RPG da SNA de sete homens que estava se movendo lentamente em direção ao local do acidente. Um dos homens do esquadrão de Mo'alim ajoelhou-se na estrada, mirou no rotor de cauda do Super 64 e atirou. O RPG atingiu o rotor de cauda, mas o helicóptero a princípio parecia estar bem, manobrando em direção as favelas ao sul para se distanciar da zona hostil. Alguns momentos depois, o conjunto do rotor se desintegrou e o helicóptero começou a balançar para frente e girar violentamente. Ele caiu rapidamente 100 pés, evitando por pouco os edifícios na área, caindo em posição vertical em um aglomerado de favelas e barracos de lata. (2° 02′ 49,7″ N, 45° 19′ 35,1″ L) Quando o Super 64 atingiu o solo, vários barracos pequenos foram destruídos e somalis na área foram mortos por destroços voadores. Moradores enfurecidos que viram o acidente se aglomeraram no meio da multidão e avançaram em direção ao Super 64.
No local da segunda queda, dois atiradores de elite da Força Delta, os sargentos Gary Gordon e Randy Shughart que vinham fornecendo apoio de fogo do ar, desceram do seu Black Hawk, codinome Super 62 – pilotado por Mike Goffena. Após terem seu pedido de descer negado duas vezes, o quartel-general concordou em deixar que os dois sargentos fossem para o local da segunda queda para proteger os quatro americanos presos nos destroços. Quando foram deixados em solo a alguns metros do acidente, os dois atiradores Delta correram em direção ao local da segunda queda entre favelas e pequenos barracos. Ao chegarem no local, Shughart e Gordon removeram o piloto Michael Durant dos destroços para um local seguro e verificaram seus outros tripulantes feridos. Durant sofreu uma vértebra esmagada durante a queda. Os dois sargentos então formaram um perímetro defensivo. O helicóptero Super 62 e seus tripulantes que vinham fornecendo cobertura do ar também foi atingido mas conseguiu manobrar e se afastar da área hostil e pousar em um local seguro. Sem apoio de fogo do ar, os dois atiradores Shughart e Gordon em solo ficaram por conta própria e acabaram sendo cercados e atacados por uma multidão de somalis armados. O tiroteio foi intenso e o sargento Gordon foi o primeiro a cair, morto com um tiro na cabeça. O colega, também sargento, Shughart pegou o seu fuzil CAR-15 e o entregou para o piloto Michael Durant. Shughart se moveu para atrás do nariz do helicóptero caído e tentou uma última resistência, segurando a multidão somali por mais 10 minutos antes dele próprio ser morto. A multidão então avançou no local da queda e saquearam o helicóptero e os seus tripulantes, matando todos, menos Durant, que foi espancado até ficar quase inconsciente, mas foi salvo quando líderes milicianos de Aidid chegaram para levá-lo como refém. A esta altura, o comboio perdido na cidade tendo sofrido várias baixas por emboscadas, abandonou a procura pelo local da primeira queda, agora lutando para voltar a base com os prisioneiros e as baixas, que incluíam Rangers e Deltas mortos e feridos.
Por suas ações, os sargentos Gordon e Shughart foram postumamente agraciados com a Medalha de Honra do Congresso, as primeiras dadas de forma póstuma desde a Guerra do Vietnã. Os dois juntos haviam matado mais de 25 milicianos somalis e deixaram dezenas de feridos enquanto defendiam sua posição.

### Batalha noturna
No cair da noite, ao final do dia 3 de outubro, os comandantes da milícia somali intensificaram seus ataques contra o local da primeira queda. No local do primeiro acidente, cerca de 90 Rangers e soldados da Força Delta se encontraram sob forte fogo somali. Apesar do apoio aéreo, eles ficaram efetivamente presos durante a noite. Os Rangers e Deltas se espalharam por uma área de dois quarteirões e estavam lutando contra inimigos que às vezes estavam a apenas uma porta de distância. Buscando abrigo e um lugar para proteger seus feridos, os americanos ocuparam quatro casas na Freedom Road, detendo cerca de 20 somalis que moravam lá.
Às 18h40, o coronel Sharif Hassan Giumale, responsável pela gestão da maioria das forças somalis no terreno, recebeu instruções escritas de Aidid para repelir quaisquer reforços e tomar todas as medidas necessárias para impedir a fuga dos americanos. Cerca de 360 milicianos cercaram o primeiro helicóptero, juntamente com centenas de outros voluntários somalis armados e irregulares não associados ao SNA. Sabendo que os americanos estavam bem entrincheirados em posições defensivas que haviam tomado nas quatro casas na Freedom Road, o coronel Giumale ordenou que seis morteiros de 60 mm fossem colocados entre a 21 October Road e a Armed Forces Street para destruir os prédios.
Enquanto as forças dos Estados Unidos esperavam por socorro e mantinham suas posições nas casas, helicópteros AH-6J Little Bird disparavam seus foguetes e canhões contra os milicianos. Os AH-6, trabalhando em pares e voando a noite toda, constantemente metralhavam e repeliam as forças rastejantes da milícia e, consequentemente, foram creditados por manter os americanos sitiados vivos até alvorecer. Os helicópteros do 160º Regimento de Aviação de Operações especiais eram especialmente equipados para combate noturno e sua tripulação era extremamente bem treinada. Ao cair da noite, muitos dos voluntários e irregulares partiram da batalha, deixando os experientes combatentes do SNA para trás. Os soldados americanos notariam que os tiros se tornaram menos frequentes, mas muito mais precisos. Um participante dos Estados Unidos no tiroteio comentaria mais tarde: "Eles usaram a ocultação muito bem. Normalmente, tudo o que você via de um atirador era o cano de sua arma e sua cabeça."

### Tentativas de resgate e comboio de socorro
Mais cedo, várias outras tentativas de resgate foram lançadas para aliviar as tropas na cidade após a queda do segundo helicóptero. Comandantes desesperados dos Estados Unidos tentaram, sem sucesso, aliviar as tropas sitiadas. Uma pequena coluna de alívio Ranger foi despachada do campo de aviação, apenas para perder dois Humvees a um quilômetro da base. Os comandantes do SNA anteciparam a resposta americana e montaram inúmeras emboscadas coordenadas. Poucos minutos depois, a Companhia Charlie da Força de Reação Rápida da 10ª Divisão de Montanha também tentou entrar na zona hostil, mas foi emboscada na estrada pela milícia do SNA. Na tentativa de fuga, cerca de 100 soldados americanos dispararam quase 60.000 cartuchos de munição e usaram centenas de granadas em 30 minutos antes de serem forçados a recuar para o aeroporto. Devido às emboscadas constantes e à resistência somali incessante, levaria mais nove horas para que as forças terrestres alcançassem as tropas sitiadas.
No final da noite e início da manhã de 4 de outubro, uma enorme força tarefa foi finalmente montada para avançar pelo centro hostil de Mogadíscio e resgatar todos os soldados americanos lá presos. Foram reunidos homens do 14º Regimento de Infantaria e da 10ª Divisão de Montanha do Exército dos Estados Unidos, acompanhados por soldados malaios e paquistaneses das forças de paz da ONU. O general Garrison, comandante da Força-Tarefa Ranger, queria proteger seu pessoal, assim como os integrantes da força de paz, por isso fez questão de que a força tarefa só partisse quando estivesse com força total. Quando o comboio finalmente foi liberado para entrar na cidade, consistia em mais de 100 veículos dos capacetes azuis da ONU em uma  extensa coluna abrangendo quase duas milhas, incluindo blindados Condor malaios, quatro tanques de guerra paquistaneses (modelo M48), caminhões M939, além de Humvees. Helicópteros Black Hawks, Little Birds e Cobra também deram cobertura adicional. Como a liderança da missão das Nações Unidas na Somália não havia sido notificada a respeito dos planos dos americanos para aquela operação, houve atrasos na partida do comboio e, sem um planejamento muito bom, o resgate acabou sendo complicado. Um grupo de soldados americanos do comboio de resgate conseguiu chegar ao local da segunda queda nas favelas ao sul, que estava mais isolado. Todos os corpos haviam sumido e Durant já havia sido levado como prisioneiro. Os americanos então jogaram uma granada nos destroços do helicóptero e seguiram em frente com a missão para o local da primeira queda ao nordeste. A força tarefa chegou no local da primeira queda por volta das 02h00 do dia 4 de outubro. Apesar do intenso combate, os Rangers e Deltas continuavam firmes em suas posições ao redor do local da queda do Super 61, guardando os dois tripulantes sobreviventes ainda nos destroços, junto com os médicos que cuidavam deles. Mais baixas entre as forças da ONU foram reportadas durante a vinda do comboio de resgate. Um veículo Condor foi seriamente danificado por um disparo de foguete RPG quando tomou uma rua errada e os soldados foram emboscados, matando um soldado malaio da ONU.

### A Milha de Mogadíscio e o fim da batalha

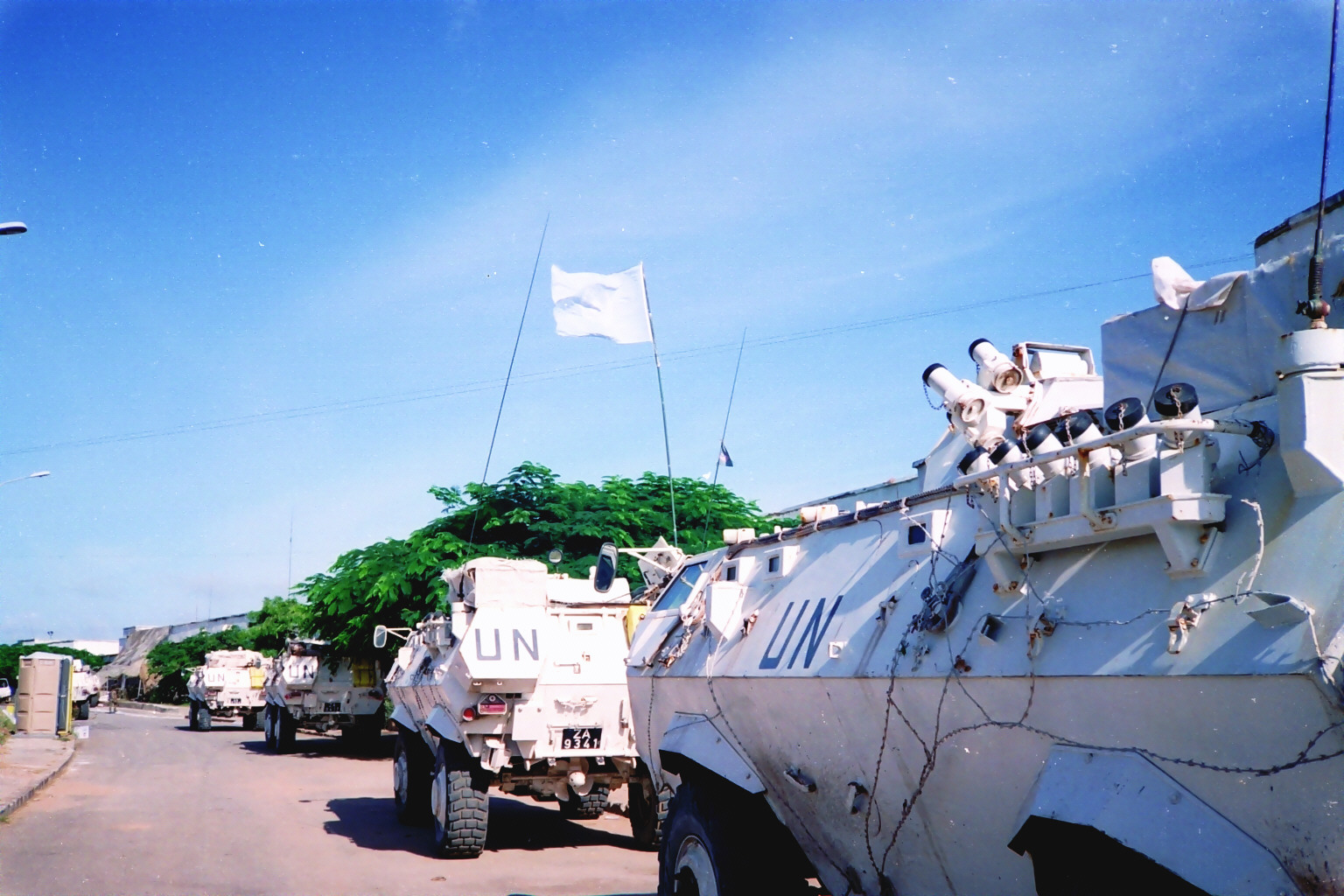
Veículos Condor da Malásia. Os últimos soldados americanos a se retirarem da batalha seguiram a pé atrás destes veículos após deixarem o local da primeira queda até um ponto de encontro para o estádio

Embora Mohammed Farah Aidid tivesse dado horas antes a ordem ao Coronel Sharif Hassan Giumale para impedir a fuga de quaisquer soldados americanos, ele começou a ficar cada vez mais preocupado com o crescente número de mortos somalis e a perspectiva de convidar uma retaliação em larga escala se as tropas americanas restantes fossem mortas. Aidid acreditava que já havia infligido pesadas baixas aos americanos e com Durant agora em sua posse como refém, ele afirmou em uma entrevista com jornalistas ter ordenado que um corredor fosse aberto ao amanhecer. Apesar do comando de Aidid, as forças da ONU enfrentaram tiroteios ferozes até se retirarem. O historiador Stephen Biddle observou: "foi a ONU, não o SNA, que se desligou para encerrar a luta.
No amanhecer do dia 4 de outubro, mais precisamente as 06:30h, a batalha estava quase terminada. A coluna de socorro que finalmente extraiu os mortos e feridos da Força-Tarefa Ranger teve que lutar para entrar e sair do mercado de Bakara; os combatentes da milícia estavam resistindo ferozmente até que o comboio da ONU cruzou a zona hostil de Aidid ao sul e entraram na zona amistosa controlada pela UNOSOM II ao nordeste da cidade, e se retiraram para a base paquistanesa no Estádio de Mogadíscio. Ao deixar o local do primeiro acidente ainda em zona hostil, um grupo de Rangers e operadores Delta liderados pelo SSG John R. Dycus percebeu que não havia mais espaço nos veículos para eles e, em vez disso, usaram os veículos como cobertura. Forçados a deixar a cidade a pé, eles seguiram para um ponto de encontro no cruzamento da Hawlwadig Road com a National Street. Isso tem sido comumente referido como a "Milha de Mogadíscio" (Mogadishu Mile). Os soldados a pé foram atacados com RPGs e tiros de armas pequenas, ferindo alguns soldados, incluindo o sargento Randy Ramaglia. Muitos soldados sofriam de privação de sono e desidratação. Nos últimos minutos de pânico da batalha, com o comboio operando em uma longa coluna com paradas e partidas escalonadas, alguns veículos acabaram acelerando precipitados para a zona amistosa no Estádio de Mogadíscio, deixando soldados para trás acidentalmente e forçando-os a caminhar a pé. Enquanto o comboio voltava para a base, os AH-1 Cobras e MH-6 Little Birds forneceram fogo de cobertura enquanto os tanques paquistaneses atiravam em quaisquer edifícios na cidade onde haviam recebido fogo hostil.
Dez minutos depois, o comboio chegou em segurança na base paquistanesa e um hospital de campanha foi instalado. A "Milha de Mogadíscio" começou às 05h42 e terminou quando todas as tropas se infiltraram no ponto de encontro e foram carregadas nos APCs Condor e Humvees, chegando ao estádio paquistanês às 06h30 de segunda-feira, 4 de outubro. As forças dos Estados Unidos e da ONU foram finalmente evacuadas para a base paquistanesa pelo comboio blindado. Por volta das 7h, todos os sobreviventes alcançaram a segurança no posto de socorro dentro do estádio.
No total, mais de 160 soldados americanos participaram dos combates e 18 deles foram mortos em ação (com um outro morrendo devido a ferimentos algum tempo depois) e outros 73 ficaram feridos. Os malaios tiveram um soldado morto e outros 7 feridos, enquanto os paquistaneses sofreram pelo menos duas baixas. Os somalis sofreram grandes perdas, com o número indo de 315 a até 2 000 combatentes mortos. Tais baixas incluem milicianos e civis armados. Já entre a população civil desarmada o número de mortos também foi alto devido ao combate ter acontecido em uma área densamente povoada de Mogadíscio. Dois dias depois, um disparo de morteiro atingiu uma base militar americana matando um soldado, o sargento Matt Rierson, e feriu outros doze.

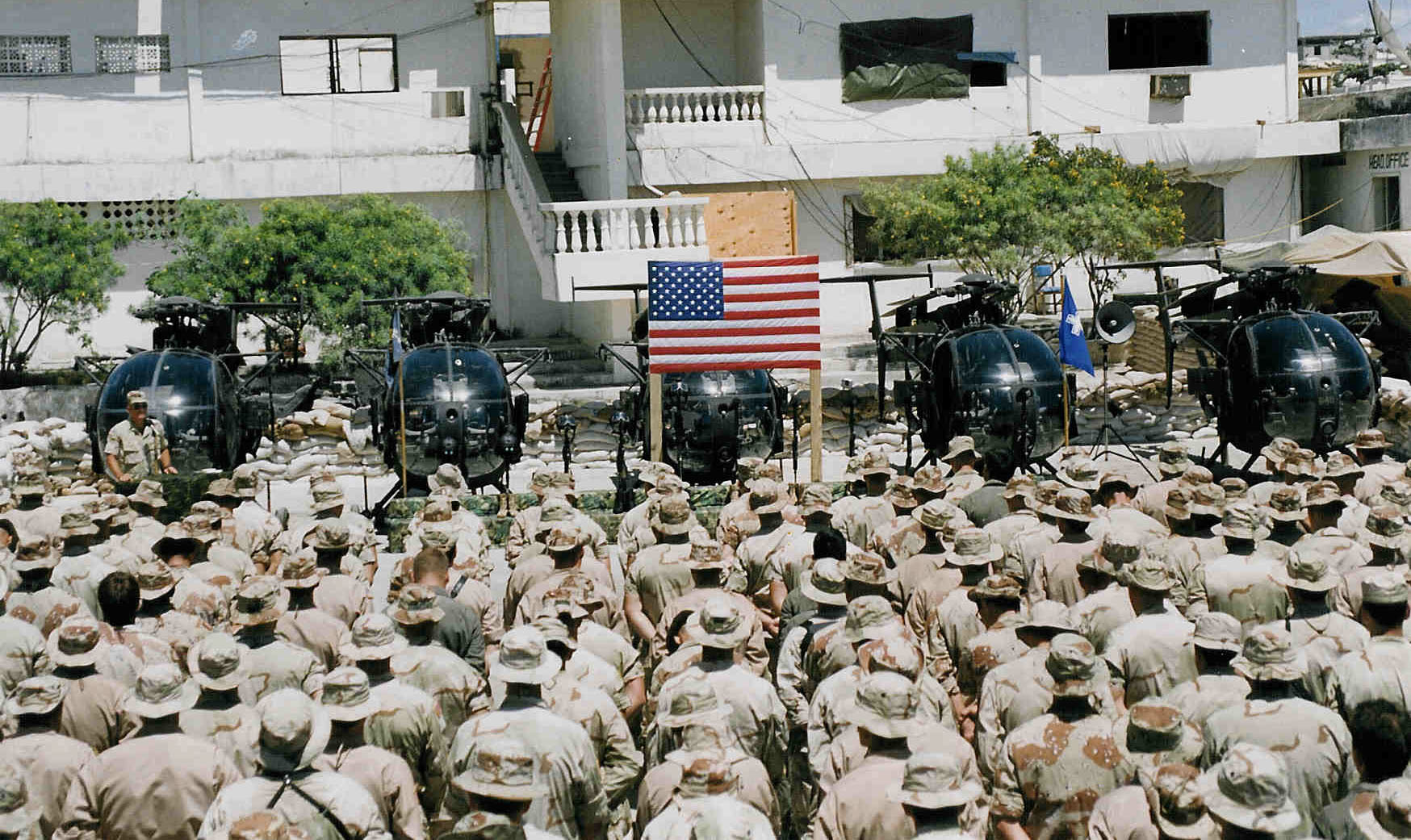
General Garrison liderando o serviço de memória para os mortos após a batalha de 3 de outubro

Duas semanas após a batalha, o general William Garrison enviou uma carta escrita a mão para o presidente Bill Clinton onde assumiu toda a responsabilidade pelo acontecido. Ele afirmou que a Força Tarefa Ranger agiu baseada em informações de inteligência sólidas. No final, apesar das baixas sofridas, o objetivo (capturar os membros do gabinete de Aidid no edifício alvo) foi cumprido.

## Consequências políticas

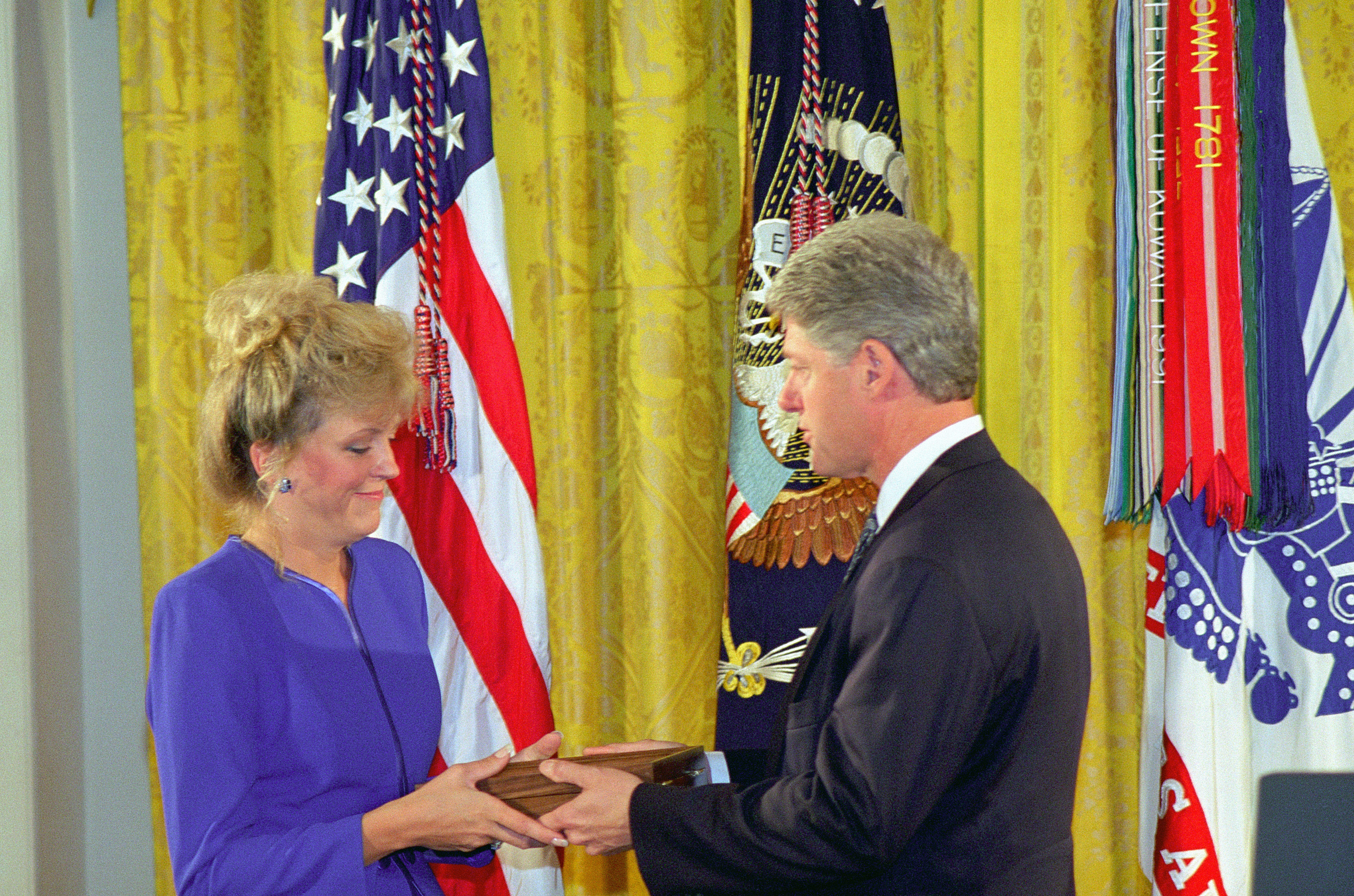
A viúva do sargento Gary Gordon recebe a medalha de honra do marido pelas mãos do presidente Bill Clinton.

A missão americana na Somália foi tachada como um fracasso. O governo Clinton, em particular, foi duramente criticado pelo resultado da operação. Porém, as críticas mais duras vieram após a decisão do governo de retirar todas as tropas americanas da Somália antes da missão da ONU ser completada, com nenhum dos objetivos humanitários sendo atingidos e com o país ainda mergulhado em anarquia devido a violência. Também foi apontado a relação da organização terrorista al-Qaeda com Aidid e ainda assim, o governo americano se recusou a ordenar outras missões militares em território somali. Osama bin Laden teria zombado da decisão de retirada precipitada das forças americanas, dizendo que isso mostrava "a fraqueza, fragilidade e covardice do soldado americano".
O povo americano em casa ficou chocado com o resultado da operação, especialmente devido as perdas materiais e humanas. Os noticiários mostraram as imagens de corpos de soldados americanos sendo arrastados e exibidos por civis e milicianos somalis pelas ruas de Mogadíscio. Em resposta a reação muito negativa do público americano, o governo de Bill Clinton ordenou que a presença americana nas missões humanitárias na região fosse reduzida.
Em 26 de setembro de 2006, em uma entrevista para ao apresentador Chris Wallace do canal Fox News, o ex presidente Bill Clinton deu sua versão dos eventos que cercaram a missão na Somália. Ele defendeu sua estratégia de retirada das forças americanas e negou que a partida foi prematura. Clinton disse que políticos conservadores do Partido Republicano o pressionaram para ordenar uma retirada antes que os objetivos fossem alcançados. Ele afirmou: "...[conservadores republicanos] estavam querendo fazer com que eu saísse da Somália em 1993 no dia seguinte a operação e eu recusei e ficamos mais seis meses para podermos transferir nossa missão para as Nações Unidas."
Clinton afirmou também que os Estados Unidos não tinham desistido de sua missão humanitária devido as perdas sofridas na missão. Ele afirmou que, naquele momento, ninguém imaginava que Osama bin Laden e a Al-Qaeda tinham ligação com o ocorrido. Ele disse que depois a missão se tornou somente humanitária e não mais militar.
O medo de que algo como o que aconteceu na Somália se repetisse acabou afetando a política externa americana pelos anos subsequentes. Muitos analistas políticos creditam ao fracasso da operação em Mogadíscio e a resposta do povo americano como um dos motivos para que o governo dos Estados Unidos decidisse não interferir na crise em Ruanda, um outro país africano. A falta de ação americana (e também da comunidade internacional) acabou permitindo que o conflito ruandês se intensificasse, virasse uma guerra civil e assim o país, em 1994, foi palco de um dos maiores genocídios da história recente. Walter Clarke, um ex enviado americano para a Somália, afirmou: "Os fantasmas da Somália continuam a assolar a política americana. Nossa falta de ação em Ruanda foi resultado do nosso medo de que algo como aconteceu na Somália pudesse acontecer novamente." Similarmente, durante a Guerra do Iraque, quatro membros de uma empresa mercenária americana foram mortos na cidade iraquiana de Faluja e seus corpos foram arrastados pelas ruas e a mídia americana comparou isso ao que tinha acontecido a Mogadíscio. Em resposta, os americanos lançaram uma grande operação militar naquela região.

## Cultura popular
O jornalista Mark Bowden é autor do best-seller intitulado Black Hawk Down: A Story of Modern War publicado em 1999, que documenta os esforços da Força-Tarefa para capturar Mohamed Farrah Aidid desde o início, assim como a batalha resultante. O livro ganhou uma adaptação cinematográfica, Black Hawk Down de 2001, dirigido por Ridley Scott. O jogo eletrônico Delta Force: Black Hawk Down de 2003 é baseado nos eventos que levaram à batalha. O seu reboot, Delta Force de 2025, tem uma campanha intitulada Black Hawk Down que segue com detalhes o filme de mesmo nome.